# Alice Guionnet

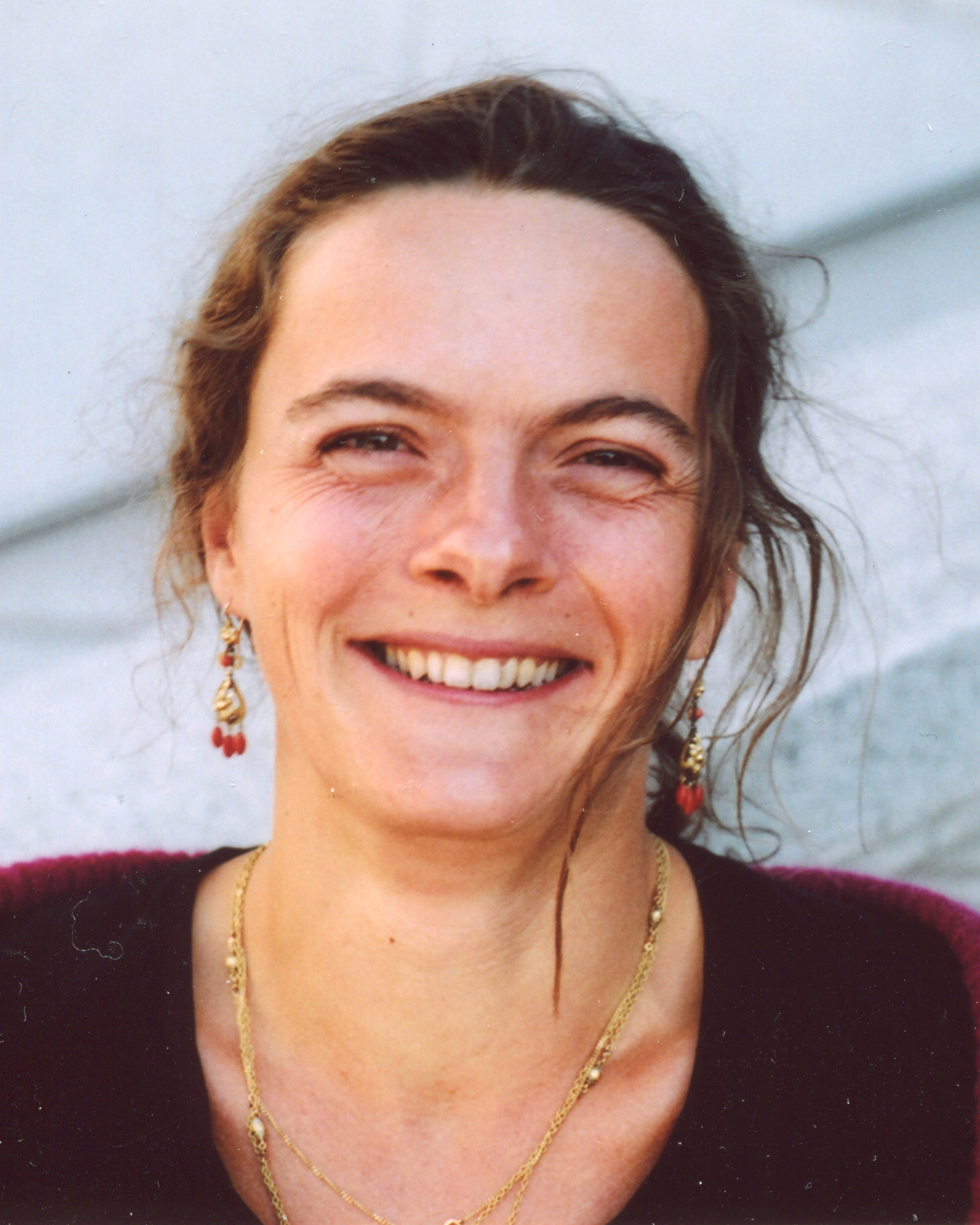
Alice Guionnet (2006)

Alice Guionnet (* 24. Mai 1969) ist eine französische Mathematikerin.

## Leben
Guionnet studierte ab 1989 an der École normale supérieure und promovierte 1995 an der Universität Paris-Süd bei Gérard Ben Arous mit einer Arbeit über die Dynamik von Spin-Gläsern. Sie ist Directrice de Recherches des CNRS, angesiedelt an der École normale supérieure de Lyon.

## Auszeichnungen und Vorträge
Sie erhielt 1998 den Oberwolfach-Preis und 2009 den Loève-Preis, vor allem wegen ihrer Arbeiten über große Zufallsmatrizen. Den Rollo-Davidson-Preis erhielt sie 2003. Invited Speaker war sie 2004 auf dem 4. Europäischen Mathematikerkongress (A probabilistic approach to some problems in von Neumann Algebras) und 2006 auf dem Internationalen Mathematikerkongress in Madrid (Random matrices and enumeration of maps). 2013 war sie Colloquium Lecturer der American Mathematical Society. 2017 wurde Guionnet in die Académie des sciences und die Academia Europaea gewählt. 2018 erhielt sie die Blaise-Pascal-Medaille.
2018 war sie Mitglied im Preiskomitee der Fields-Medaille. 2020 erhielt sie einen ERC Advanced Grant (Projekt: Large Deviations in Random Matrix Theory). Sie hielt auf dem 8. Europäischen Mathematikerkongress die Bernoulli Lecture, einen der Plenarvorträge (Bernoulli random matrices). 2022 wurde Guionnet in die American Academy of Arts and Sciences und in die National Academy of Sciences gewählt. 2022 hielt sie einen Plenarvortrag auf dem Internationalen Mathematikerkongress (Random matrices, free probability and the enumeration of maps).

## Schriften
- mit Greg W. Anderson, Ofer Zeitouni: Introduction to random matrices, Cambridge University Press 2009
- Large Random Matrices – lectures on macroscopic Asymptotics, Springer 2009 (Lecture Notes in Mathematics, École d´Èté des Probabilités de Saint-Flour 2006)